# Samsung Galaxy Z Fold 2
Samsung Galaxy Z Fold 2 – składany smartfon z systemem Android opracowany przez firmę Samsung z serii Samsung Galaxy. Telefon został zaprezentowany we wrześniu 2020 roku jako następca Samsunga Galaxy Fold.

## Specyfikacje
Samsung Galaxy Z Fold 2 został wyposażony w system operacyjny Android 10. Urządzenie ma 12 GB pamięci RAM oraz 256 lub 512 GB pamięci wewnętrznej telefonu. Galaxy Z Fold 2 został wyposażony w ośmiordzeniowy procesor Qualcomm Snapdragon 865+ oraz baterię o pojemności 4500 mAh. Galaxy Z Fold 2 zawiera 5 aparatów, w tym trzy obiektywy tylne 12-megapikselowe, a także 10-megapikselowy przedni aparat na obudowie i drugi 10-megapikselowy przedni aparat na wewnętrznym ekranie. Ekran telefonu ma przekątną 7,6 cala. Wymiary urządzenia to 159,2 x 128,2 x 6,9 mm, a jego masa wynosi 282 g.

## Galeria

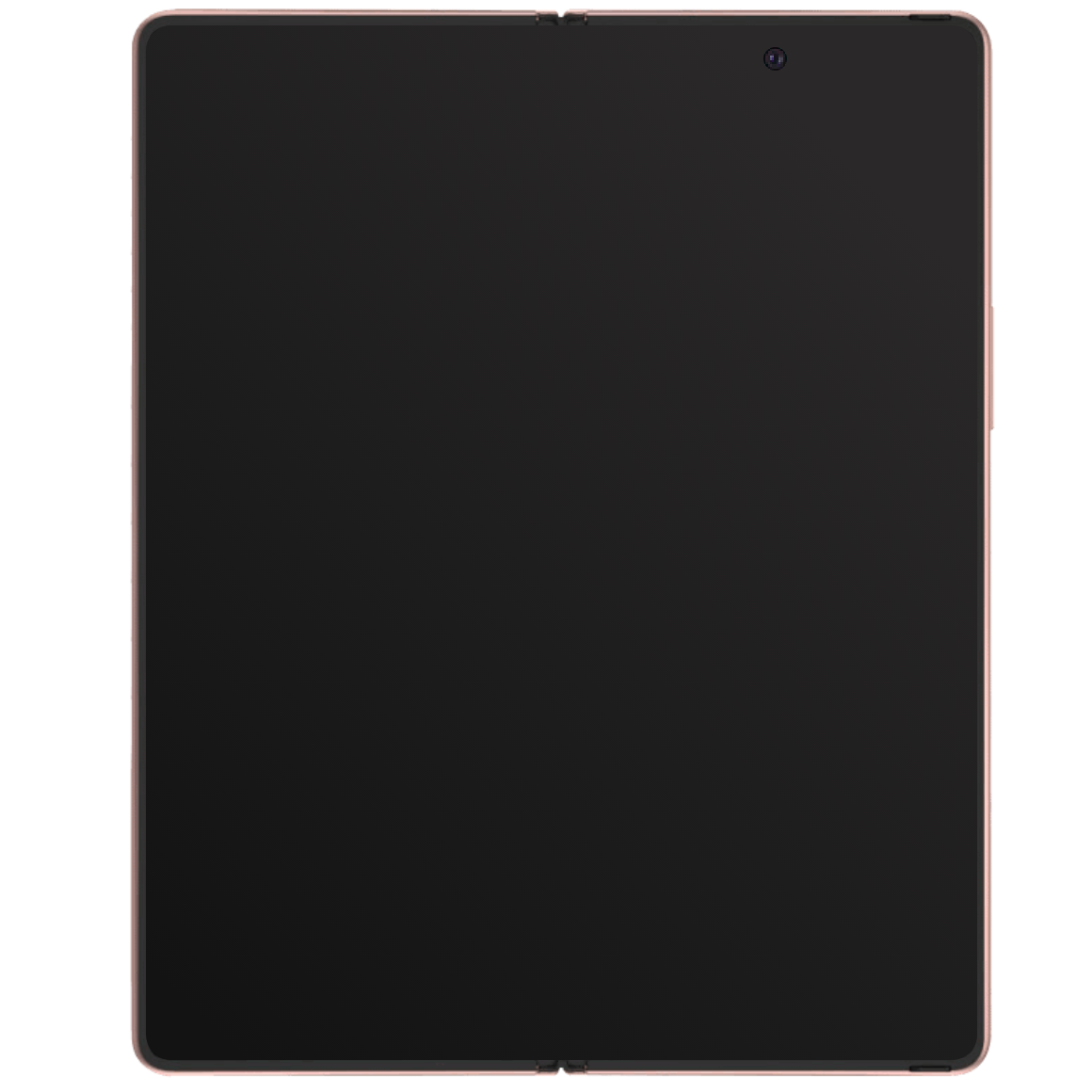
Rozłożony telefon
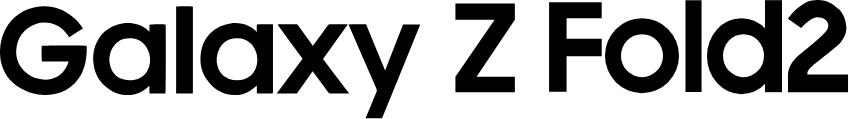
Logo telefonu